# Dirk Herman de Jong
Dirk Herman de Jong (Kampen, 7 oktober 1945) was een Nederlandse hoogleraar strafrecht en strafprocesrecht aan de Rijksuniversiteit van Groningen. 
In 1981 promoveerde hij cum laude aan de Rijksuniversiteit van Groningen op een proefschrift over de macht van de tenlastelegging in het strafproces. Dit proefschrift werd bekroond met de Moddermanprijs. Sinds 1984 is hij hoogleraar strafrecht en strafprocesrecht aan de Rijksuniversiteit van Groningen. Verder is hij rechter-plaatsvervanger bij de arrondissementsrechtbank te Assen en raadsheer-plaatsvervanger bij het Gerechtshof in Leeuwarden. Daarnaast is hij tot 1 september 2003 decaan van de rechtenfaculteit in Groningen (stad) geweest. Hij werd in deze functie opgevolgd door Leo Damen.  
Op 29 april 2005 werd hij Ridder in de Orde van Oranje-Nassau. Hij ging op 1 september 2007 met emeritaat. 

## Nevenfuncties
- Voorzitter van de stichting Musica Antiqua Nova in Groningen
- Voorzitter van de Klachtencommissie ongewenste intimiteiten van de Arbo-dienst-Noord.